# 星虫
『星虫』（ほしむし）は、岩本隆雄のジュブナイル小説。第1回日本ファンタジーノベル大賞最終候補作。少年少女と星虫の七日間を描いたファンタジー。
1990年に新潮社より新潮文庫ファンタジーノベル・シリーズとして発刊されるが、後に絶版。2000年にソノラマ文庫より大幅な加筆と改編が行われた版が発刊された。2009年に朝日新聞出版の朝日ノベルズから発売された『星虫年代記1』にも加筆修正をされ収録された。イラストは新潮文庫は道原かつみ、ソノラマ文庫版は鈴木雅久。
『イーシャの舟』、『鵺姫真話』と並んで星虫シリーズと呼ばれる。1992年6月にNHK-FM放送のラジオドラマ番組『青春アドベンチャー』でラジオドラマ化された。
ソノラマ文庫版の帯に『アニメ化企画決定』と書かれ、ウェブサイト「ソノラマ文庫News On Line」にもそのことが掲載されたが、脚本家として企画に参加していた池田眞也は自身のサイト上で資金が集まらず実現しなかったことを公表している。ただし脚本は完成しており池田は自身のサイト上で公開している。なお池田は本作のアニメは映画であったことも公表している。

## あらすじ
地球外生命体が確認された近未来の日本、少女友美が宇宙飛行士を目指して密かにトレーニングをしていた。そんなある日、宇宙から飛来した謎の生命体「星虫」が、世界中の人間の額に吸着する。星虫には身体能力を大幅に増幅するという効果があり、拒否反応を示せば簡単に取れることもわかった。
はがれた星虫は絶命してしまうことから、友美と周囲の友人は共存の道を選ぶ。数日後、友人の寝太郎の家の竹林の中で、200年以上誰も入ったことのない森を見つける。そこで地球の悲鳴を聴いた友美たちは、一世紀のうちに地球が滅ぶという大崩壊理論を何とかしようと心に決める。
翌日の朝、星虫は巨大な虫のように成長し、友美と寝太郎を除いたクラスメイトのほとんどが外していた。更に数日経つと頭を覆うようになり、鳴き声を発してガラスが割れるなどの被害が出始める。それでも外すのを拒んだ2人は、寝太郎の蔵に住まうようになる。星虫が時々、目の前を満天の星を映し出すのを見て、友美と寝太郎は星虫を宇宙に返そうと考える。
しかし、死亡者が出ていることから周囲は説得する声を荒らげ、寝太郎も疑心暗鬼になってくる。そこで星虫の保有者は世界で2人だけと聞かされた友美は、星虫を守る為に逃げ続けていたが。

## 登場人物
氷室友美（ひむろ ともみ）
本編の主人公。
典型的な優等生でクラス委員長。クラスメイトからも教師からも厚く信頼されているが、自分の信念は決して曲げないため、後に大人たちと対立することになる。（寝太郎曰くこちらの方が地である）
幼い頃、嫌々ロケットの打ち上げを見に行ったことをきっかけに宇宙飛行士（宇宙船のパイロットが目標であり、ミッションスペシャリストや乗務員は目指していない。）になることを目指すようになる。そのころ一度だけ出会ったおじさんにもらった宇宙飛行士になるためにすべきことを書かれたメモを、夢の道しるべにトレーニングを重ねる。
成長した星虫をただ１人最後まで信頼し、取り外すことを拒み続ける。
寝太郎
本名=相沢広樹（あいざわ ひろき）
友美のクラスメイト。
成績はよくない。身だしなみに無頓着で不潔、近寄ればかなり臭う。授業はよくサボり出てきても寝ているだけ。有名進学校である高校にとって問題児だが、実はプログラム言語開発の天才であり、きちんとした格好をすればかなりの二枚目。
幼い頃友美と出会いそれ以来彼女に心酔している。
友美が信頼しているという理由で成長した星虫を取り外すことを拒む。
吉田秋緒（よしだ あきお）
寝太郎の実の姉。
両親が離婚し秋緒は母親、寝太郎は父親に引き取られたため姓が異なる。
寝太郎をとあるプロジェクトに参加させるために追い回している。

## 既刊一覧
新潮文庫ファンタジーノベル・シリーズ
1990年7月発売、ISBN 4-10-104411-2
ソノラマ文庫
2000年6月発売、ISBN 4-257-76907-6